# Concursul Muzical Eurovision 2016
Concursul Muzical Eurovision 2016 a fost cea de-a 61-a ediție a Concursului Muzical Eurovision. Concursul a avut loc pe 10, 12 și 14 mai, în Suedia, datorită faptului că Måns Zelmerlöw a câștigat ediția aniversară din 2015 cu piesa Heroes. Aceasta este a treia oară când Stockholm găzduiește competiția (1975, 2000, 2016), ultimele două fiind ținute chiar în Ericsson Globe Arena. Patruzeci și două de țări au participat la ediția din 2016.
Competiția a fost câștigată de către Ucraina cu melodia "1944", cântată de către Jamala, cea de-a doua victorie a acestei țări, după cea reușită în 2004 de Ruslana, cu piesa "Wild Dances".

## Loc de desfășurare
Pentru mai multe detalii despre tara gazda, vedeți Suedia.

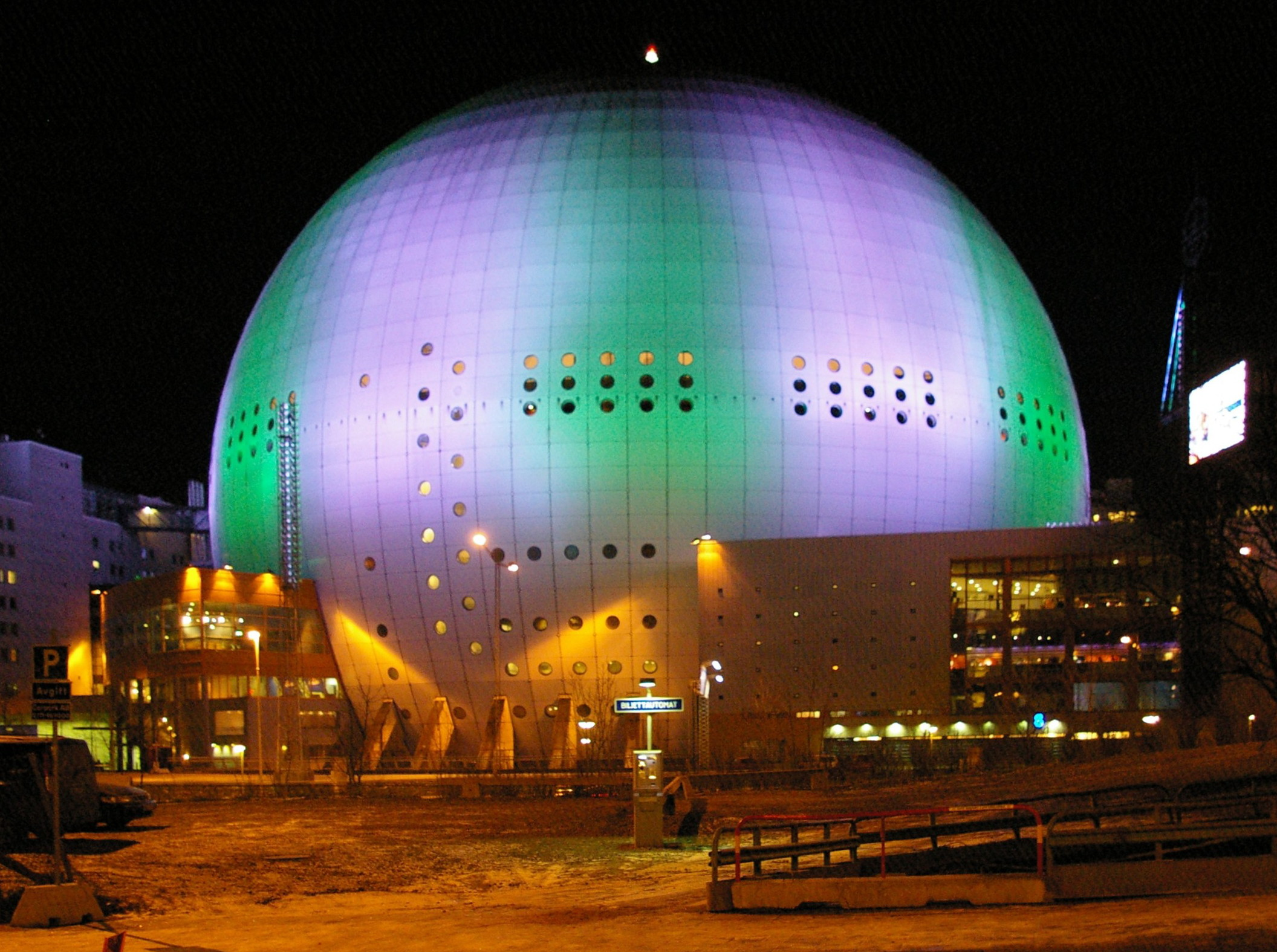
Ericsson Globe, Stockholm; sala aleasă pentru a găzdui Concursul Muzical Eurovision 2016

Evenimentul va avea loc în Stockholm, Suedia, fiind găzduit în incinta complexului Ericsson Globe. Sala are o capacitate aproximativă de 16.000 locuri și va găzdui concursul pentru a doua oară, fiind folosită și pentru ediția anterioară din 2000.
Sveriges Television (SVT) a anunțat pe 8 iulie 2015 că Ericsson Globe a fost aleasă pentru găzduirea ediției din 2016.

### Licitație
SVT a anunțat condițiile care fac orașele și sălile eligibile să găzduiască evenimentul:
- Orașul trebuie să dispună de un anumit număr de hoteluri în vecinătatea sălii de spectacol.
- Arena a trebuit să fie în măsură să ofere loji adiacente stadionului.
- Un centru de presă trebuie să fie disponibil în interiorul complexului, cu o dimensiune specifică.
- SVT trebuie să aibă acces la sală cu cel putin 4-6 înaintea transmisiunii live a concursului, pentru a construi scena, a regla luminile și a dota sala cu tehnologia aferentă.
- Orașul gazdă trebuia să fie în apropierea unui aeroport mare.

| Oraș               | Sala              | Capacitate    | Note |
| Oferte active      | Oferte active     | Oferte active | Oferte active |
| ------------------ | ----------------- | ------------- | --- |
| Göteborg           | Scandinavium      | 14.000        | A găzduit Concursul Muzical Eurovision 1985. |
| Linköping          | Saab Arena        | 11.500        | |
| Sandviken și Gävle | Göransson Arena   | 10.000        | Dacă această opțiune va fi aleasă, prima semifinala, a doua semifinală și marea finala vor avea loc la Göransson Arena, iar Gävle va găzdui evenimente mai mici, cum ar fi show-uri și concerte. |
| Örnsköldsvik       | Fjällräven Center | 9.800         | |
| Stockholm          | Annexet           | 4.000         | |
| Stockholm          | Ericsson Globe    | 16.000        | A găzduit Concursul Muzical Eurovision 2000. |
| Stockholm          | Hovet             | 9.000         | |
| Stockholm          | Tele2 Arena       | 45.000        | |
| Oferte retrase     |                   |               | |
| Göteborg           | Ullevi Stadium    | 14.000        | Propunerea depindea de construirea unui acoperiș deasupra stadionului. Ideea a fost respinsă din pricina costurilor ridicate.                                                                    |
| Malmö              | Malmö Arena       | 15.400        | A găzduit Concursul Muzical Eurovision 2013. Orașul și-a retras candidatura, invocând faptul ca arena din Malmö este rezervată în perioada concursului.                                          |
| Stockholm          | Friends Arena     | 65.000        | A găzduit Melodifestivalen din 2012 până în 2015. |

## Format
Datele preliminarii au fost anunțate la întâlnirea șefilor de delegație din 16 martie 2015, în Viena. Semifinalele vor avea loc pe 10 si 12 mai, iar finala urmează să fie transmisă pe 14 mai. Datele finale depind de operatorul suedez de radiodifuziune, fiind mai târziu confirmate în timpul conferinței de presă ce privea și orașul-gazdă. SVT s-a învârtit în jurul cozii, propunând schimbarea orei de difuzare a concursului de la 21:00 CET (22: 00, ora României) la ora 20:00 CET (21:00, ora României), argumentată că promovează familiile care urmăresc Concursul Muzical Eurovision, astfel ca în Europa Estică, concursul să nu mai înceapă la ore prea târzii. Propunerea a fost abandonată.
Pe 23 septembrie 2015, a fost anunțat că țările din Big 5 și țara gazdă vor apărea în semifinale, dar vor rămâne calificate automat în finală. Aceste apariții constau în imagini video din timpul repetiției, înlocuind videoclipul piesei.

### Prezentatori
În noaptea în care Suedia a câștigat concursul, Måns Zelmerlöw și-a exprimat interesul în prezentarea competiției. Zelmerlöw a mai prezentat și ediția din 2010 a Melodifestivalen și concursul Allsång på Skansen. Pe 25 mai, Christer Björkman a declarat ziarului Expressen că Gina Dirawi, Petra Mede și Sanna Nielsen sunt alternative la găzduirea concursului. Pe 19 august, Expressen a declarat că Petra Mede și Måns Zelmerlöw au cele mai mari șanse la găzduirea concursului.
Într-adevăr, pe 14 decembrie 2015, SVT a anunțat prin intermediul unei conferințe de presă că Petra Mede și Måns Zelmerlöw vor găzdui ediția din mai.

## Participanți
Ţări din prima semifinală
     Țări care votează de asemenea în prima semifinală
     Țări din a doua semifinală
     Țări care votează de asemenea în a doua semifinală

Ţări din prima semifinală
Țări care votează de asemenea în prima semifinală
Țări din a doua semifinală
Țări care votează de asemenea în a doua semifinală

Pe 26 noiembrie 2015, EBU a dat publicității lista țărilor participante. 42 de țări vor concura; Bosnia și Herțegovina se vor întoarce după o absență de trei ani, la fel ca și Bulgaria și Croația, după ce doi ani nu au mai participat, iar Ucraina, după un an, în timp ce Portugalia s-a retras, iar România a fost descalificata.

## Repartizarea țărilor în semifinale
Tragerea la sorți care va decide care țară în ce semifinală este va avea loc la primăria orașului Stockholm, pe 25 ianuarie 2016. Evenimentul va fi găzduit de Alexandra Pascalidou și Jovan Radomir.
18 țări vor participa în prima semifinală și 18 țări în cea de-a doua semifinală. 10 țări din fiecare semifinală vor avansa în finală, alături de Suedia și țările din Big Five.
Cele 36 de țări au fost repartizate în 6 urne valorice, lucru care ar preveni votul geopolitic.
Israel, care a fost repartizat în cea de-a șasea urnă, va concura în cea de-a doua semifinală, deoarece prima coincide cu o sărbătoare națională, Yom Hazikaron. Germania va transmite și va vota în cea de-a doua semifinală, din motive organizatorice.
| Urna 1                                                                                             | Urna 2                                                          | Urna 3                                                        | Urna 4                                                           | Urna 5                                                      | Urna 6                                            |
| -------------------------------------------------------------------------------------------------- | --------------------------------------------------------------- | ------------------------------------------------------------- | ---------------------------------------------------------------- | ----------------------------------------------------------- | ------------------------------------------------- |
| - Albania - Bosnia și Herțegovina - Croația - Republica Macedonia - Muntenegru - Serbia - Slovenia | - Danemarca - Estonia - Finlanda - Islanda - Letonia - Norvegia | - Armenia - Azerbaidjan - Belarus - Georgia - Rusia - Ucraina | - Australia - Belgia - Bulgaria - Cipru - Grecia - Țările de Jos | - Cehia - Irlanda - Lituania - Malta - Polonia - San Marino | - Austria - Ungaria - Republica Moldova - Elveția |

### Semifinala I
- Optsprezece țări au participat în prima semifinală.  Franța,  Spania și  Suedia au votat și au cântat în această semifinală.

| Ordine | Țară                  | Limbă             | Artist                                 | Cântec                 | Traducere          | Loc | Puncte |
| ------ | --------------------- | ----------------- | -------------------------------------- | ---------------------- | ------------------ | --- | ------ |
| 01     | Finlanda              | engleză           | Sandhja                                | „Sing It Away”         | Cânt-o imediat     | 15  | 51     |
| 02     | Grecia                | greacă, engleză   | Argo                                   | „Utopian Land”         | Tărâmul utopiei    | 16  | 44     |
| 03     | Republica Moldova     | engleză, franceză | Lidia Isac                             | „Falling Stars”        | Stele căzătoare    | 17  | 33     |
| 04     | Ungaria               | engleză           | Freddie                                | „Pioneer”              | Pionier            | 4   | 197    |
| 05     | Croația               | engleză           | Nina Kraljić                           | „Lighthouse”           | Far                | 10  | 133    |
| 06     | Țările de Jos         | engleză           | Douwe Bob                              | ”Slow Down”            | Încetinește        | 5   | 197    |
| 07     | Armenia               | engleză           | Iveta Mukuchyan                        | „LoveWave”             | Val de dragoste    | 2   | 243    |
| 08     | San Marino            | engleză           | Serhat                                 | „I Didn't Know”        | Nu știam           | 12  | 68     |
| 09     | Rusia                 | engleză           | Serghei Lazarev                        | „You Are the Only One” | Tu ești singura    | 1   | 342    |
| 10     | Cehia                 | engleză           | Gabriela Gunčíková                     | „I Stand”              | Eu rămân           | 9   | 161    |
| 11     | Cipru                 | engleză           | Minus One                              | „Alter Ego”            | —                  | 8   | 164    |
| 12     | Austria               | franceză          | Zoë                                    | „Loin d'ici”           | Departe de aici    | 7   | 170    |
| 13     | Estonia               | engleză           | Jüri Pootsmann                         | „Play”                 | Joacă              | 18  | 24     |
| 14     | Azerbaidjan           | engleză           | Samra                                  | „Miracle”              | Miracol            | 6   | 185    |
| 15     | Muntenegru            | engleză           | Highway                                | „Real Thing”           | Lucru real         | 13  | 60     |
| 16     | Islanda               | engleză           | Greta Salóme                           | „Hear Them Calling”    | Le aud chemându-mă | 14  | 51     |
| 17     | Bosnia și Herțegovina | bosniacă          | Dalal & Deen feat. Ana Rucner and Jala | „Ljubav je”            | Dragostea este     | 11  | 104    |
| 18     | Malta                 | engleză           | Ira Losco                              | „Walk on Water”        | Merg pe apă        | 3   | 209    |

### Semifinala a II-a
- Optsprezece țări au participat în semifinala a doua.  Germania,  Italia și  Regatul Unit au votat și au cântat în această semifinală.

| Ordine | Țară                | Limbă            | Artist                                 | Cântec                             | Traducere                              | Loc | Puncte |
| ------ | ------------------- | ---------------- | -------------------------------------- | ---------------------------------- | -------------------------------------- | --- | ------ |
| 01     | Letonia             | engleză          | Justs                                  | „Heartbeat”                        | Bătaia inimii                          | 8   | 132    |
| 02     | Polonia             | engleză          | Michał Szpak                           | „Color of Your Life”               | Culoarea vieții tale                   | 6   | 151    |
| 03     | Elveția             | engleză          | Rykka                                  | „The Last of Our Kind”             | Ultimul din semeția noastră            | 18  | 28     |
| 04     | Israel              | engleză          | Hovi Star                              | „Made of Stars”                    | Făcut din stele                        | 7   | 147    |
| 05     | Belarus             | engleză          | Alexander Ivanov                       | Help You Fly                       | Te ajut să zbori                       | 12  | 84     |
| 06     | Serbia              | engleză          | Sanja Vučić ZAA                        | „Goodbye”                          | Adio                                   | 10  | 105    |
| 07     | Irlanda             | engleză          | Nicky Byrne                            | „Sunlight”                         | Lumina soarelui                        | 15  | 46     |
| 08     | Republica Macedonia | macedoneană      | Kaliopi                                | „Dona” (Дона)                      | —                                      | 11  | 88     |
| 09     | Lituania            | engleză          | Donny Montell                          | „I've Been Waiting For This Night” | Am așteptat noaptea aceasta            | 4   | 222    |
| 10     | Australia           | engleză          | Dami Im                                | „Sound of Silence”                 | Sunetul tăcerii                        | 1   | 330    |
| 11     | Slovenia            | engleză          | ManuElla                               | „Blue and Red”                     | Albastru și roșu                       | 14  | 57     |
| 12     | Bulgaria            | engleză, bulgară | Poli Genova                            | „If Love Was a Crime”              | Dacă dragostea ar fi fost o nelegiuire | 5   | 220    |
| 13     | Danemarca           | engleză          | Lighthouse X                           | „Soldiers of Love”                 | Soldații dragostei                     | 17  | 34     |
| 14     | Ucraina             | engleză, tătară  | Jamala                                 | „1944”                             | —                                      | 2   | 287    |
| 15     | Norvegia            | engleză          | Agnete                                 | „Icebreaker”                       | Spărgător de gheață                    | 13  | 63     |
| 16     | Georgia             | engleză          | Nika Kocharov & Young Georgian Lolitaz | „Midnight Gold”                    | Aurul de la miezul nopții              | 9   | 123    |
| 17     | Albania             | engleză          | Eneda Tarifa                           | „Fairytale (Eneda Tarifa song)"    | Basm                                   | 16  | 45     |
| 18     | Belgia              | engleză          | Laura Tesoro                           | „What's the Pressure”              | Ce-i cu tensiunea                      | 3   | 274    |

### Finala
| Nr. | Țara          | Limba             | Artist                                 | Cântec                                                  | Titlu în română                        | Loc | Puncte |
| --- | ------------- | ----------------- | -------------------------------------- | ------------------------------------------------------- | -------------------------------------- | --- | ------ |
| 01  | Belgia        | engleză           | Laura Tesoro                           | "What's the Pressure"                                   | Ce-i cu tensiunea?                     | 10  | 181    |
| 02  | Cehia         | engleză           | Gabriela Gunćiková                     | "I Stand"                                               | Eu rămân                               | 25  | 41     |
| 03  | Țările de Jos | engleză           | Douwe Bob                              | "Slow Down"                                             | Încetinește                            | 11  | 153    |
| 04  | Azerbaidjan   | engleză           | Samra Rahimli                          | "Miracle"                                               | Miracol                                | 17  | 117    |
| 05  | Ungaria       | engleză           | Freddie                                | "Pioneer"                                               | Pionier                                | 19  | 108    |
| 06  | Italia        | engleză, italiană | Francesca Michielin                    | "Nessun Grado di Separazione" (No Degree of Separation) | Niciun grad de separare                | 16  | 124    |
| 07  | Israel        | engleză           | Hovi Star                              | "Made of Stars"                                         | Făcut din stele                        | 14  | 135    |
| 08  | Bulgaria      | engleză           | Poli Genova                            | "If Love was a Crime"                                   | Dacă dragostea ar fi fost o nelegiuire | 4   | 307    |
| 09  | Suedia        | engleză           | Frans                                  | "If I were Sorry"                                       | Dacă mi-ar fi părut rău                | 5   | 261    |
| 10  | Germania      | engleză           | Jamie-Lee Kriewitz                     | "Ghost"                                                 | Fantomă                                | 26  | 11     |
| 11  | Franța        | engleză, franceză | Amir                                   | "J'ai Cherche"                                          | Am căutat                              | 6   | 257    |
| 12  | Polonia       | engleză           | Michał Szpak                           | "Color of Your Life"                                    | Culoarea vieții tale                   | 8   | 229    |
| 13  | Australia     | engleză           | Dami Im                                | "Sound of Silence"                                      | Sunetul Tăcerii                        | 2   | 511    |
| 14  | Cipru         | engleză           | Minus One                              | "Alter Ego"                                             | -                                      | 21  | 96     |
| 15  | Serbia        | engleză           | Sanja Vućic ZAA                        | "Goodbye (Shelter)"                                     | Adio                                   | 18  | 115    |
| 16  | Lituania      | engleză           | Donny Montell                          | "I've been waiting for this night"                      | Am așteptat noaptea aceasta            | 9   | 200    |
| 17  | Croația       | engleză           | Nina Kraljic                           | "Lighthouse"                                            | Far                                    | 23  | 73     |
| 18  | Rusia         | engleză           | Serghei Lazarev                        | "You're the Only one"                                   | Tu ești singura                        | 3   | 491    |
| 19  | Spania        | engleză           | Barei                                  | "Say Yay!!"                                             | Spune Yay                              | 22  | 77     |
| 20  | Letonia       | engleză           | Justs                                  | "Heartbeat"                                             | Bătaia Inimii                          | 15  | 132    |
| 21  | Ucraina       | engleză           | Jamala                                 | "1944"                                                  | -                                      | 1   | 534    |
| 22  | Malta         | engleză           | Ira Losco                              | "Walk on Water"                                         | Merg pe apă                            | 12  | 153    |
| 23  | Georgia       | engleză           | Nika Kocharov & Young Georgian Lolitaz | "Midnight Gold"                                         | Aurul de la miezul nopții              | 20  | 104    |
| 24  | Austria       | franceză          | Zoe Starub                             | "Loin d'ici"                                            | Departe de aici                        | 13  | 151    |
| 25  | Regatul Unit  | engleză           | Joe & Jake                             | "You're not alone"                                      | Nu ești singur                         | 24  | 62     |
| 26  | Armenia       | engleză           | Iveta Muckuchyan                       | "LoveWave"                                              | Val de dragoste                        | 7   | 249    |

### Alte țări
Pentru a fi eligibilă să ia parte la Concursul Muzical Eurovision 2016, o țară trebuie să fie membru activ al EBU. EBU va invita toate cele 56 de țări, membrii activi ai organizației, să ia parte la concursul din 2016. Câteva țări și-au anuțat deja intenția provizorie de participare, pe cand intenția celorlalte este încă necunoscută. Mai jos sunt câteva țări care au anunțat câteva lucruri:

### Membrii activi ai EBU
- Andorra - Andorra a confirmat faptul că nu va participa la competiția din Stockholm.[46]
- Luxemburg - RTL si-a confirmat participarea in 13 septembrie, dar 10 zile mai târziu s-a retras din motive financiare.[47]
- Monaco - Télé Monte Carlo (TMC), operatorul național de radio, a confirmat că Monaco nu va lua parte la ediția cu numărul șaizeci și unu, din Suedia.[48]
- Portugalia - Operatorul portughez de radio, Rádio e Televisão de Portugal (RTP), încurajează fanii să propună schimbări în modul de selecție a cântecului. Din 2010, Portugalia nu a mai reușit să se califice în marea finală.[49] O decizie a fost totuși luată pe data de 7 octombrie: Portugalia nu va mai participa la ediția din 2016.[50]
- Slovacia - RTVS a readus țara în cadrul concursului Tinerilor Dansatori (Eurovision Young Dancers), iar decizia a fost argumentată cum că postul susține producția internă și promovează cultura europeană la un nivel european. Nicio decizie nu a fost luată cu privire la participarea la Concursul Muzical Eurovision 2016.[51] Pe la sfârșitul lunii septembrie, operatorul slovac de radio a anunțat că țara sa va rămâne pe tușă și în acest an.[52]
- Turcia - Deși se anunța revenirea Turciei, TRT a decis că nu vor participa la ediția din Stockholm.[53]

### Țări care necesită titulatura EBU
- China - Televiziunea Hunan TV a confirmat interesul de a participa în ediția din 2016. EBU a răspuns spunând că: "suntem deschiși și căutăm mereu noi elemente pentru fiecare ediție a Eurovision".[54] Pe 3 iunie, EBU a anunțat că China nu va participa la concurs.[55]
- Insulele Feroe - Publicația feroeză "Portal" a relatat pe 9 iunie 2015 că operatorul local de radio Kringvarp Føroya (SVF) a aplicat pentru titulatura de membru EBU în 2010, dar cererea a fost respinsă din pricina faptului că Insulele Feroe sunt parte a Danemarcei. Ministrul Educației al Insulelor a spus că "justificarea de până acum a fost ca țările să fie recunoscute de către Națiunile Unite ca fiind independente pentru a participa. Dar nu există niciun dubiu că am putea trece peste acele bariere, dacă suntem absolut determinați să atingem acest țel... este de competența Kringvarp... să reînnoiască cererea pentru titulatura EBU și să arate faptul că Insulele Feroe sunt egale celorlalte țări când vine vorba despre participarea la Concursul Muzical Eurovision."[56][57]
- Kosovo - Ministrul de Externe al Kosovo a postat pe Twitter că țara sa (nerecunoscută de cincisprezece state în Europa și încă un membru non-activ al EBU) își va face debutul în ediția din 2016. Tweet-ul sugera că ministrul confirmă participarea, dar nu și în ce mod.[58] Totuși, pe 3 iunie 2015, EBU a negat participarea regiunii autonome Kosovo in 2016, precizând că RTK nu este nici membu asociat EBU.[55]